# Тетраэдр (Ботроп)

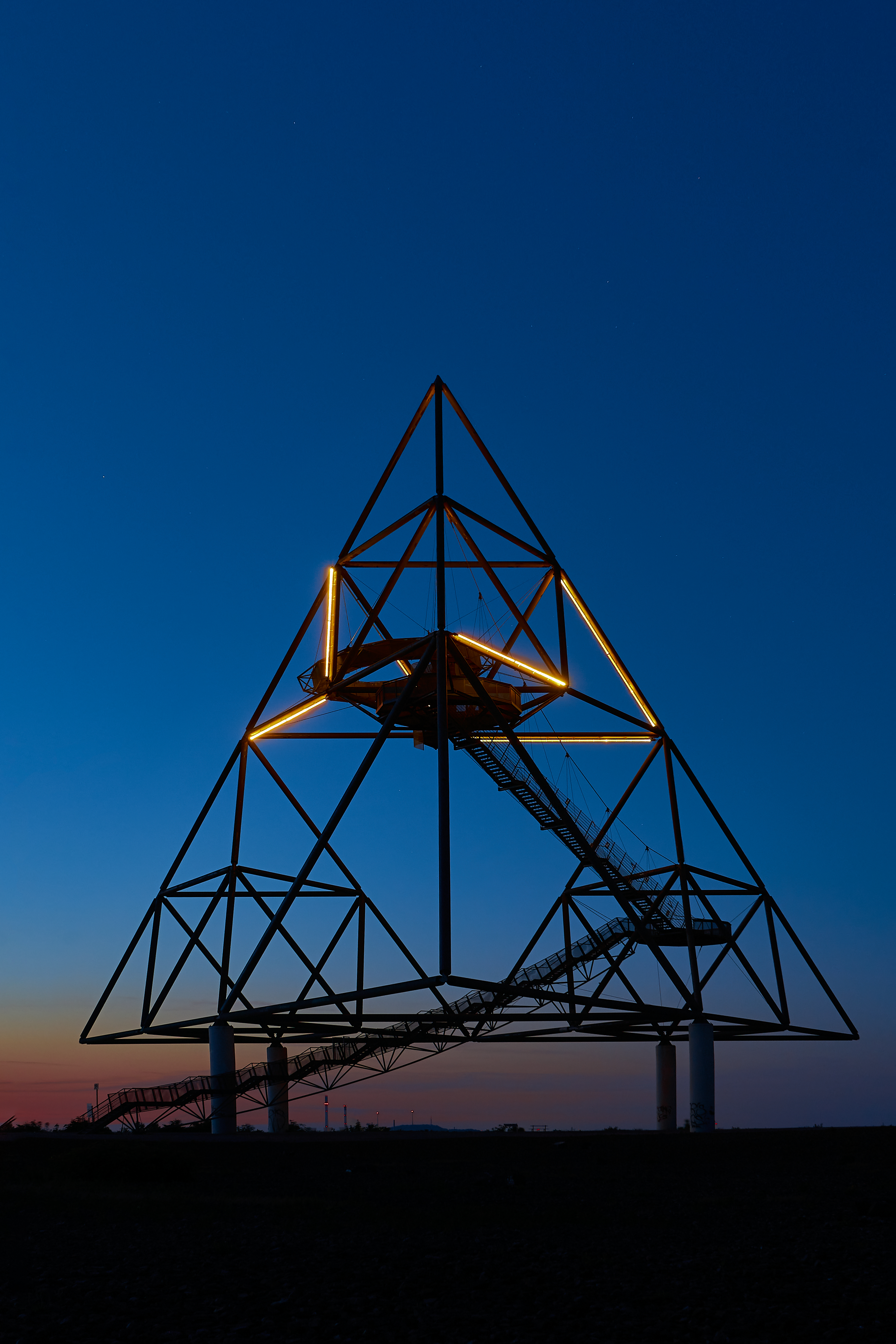
Тетраэдр с юга в голубой час

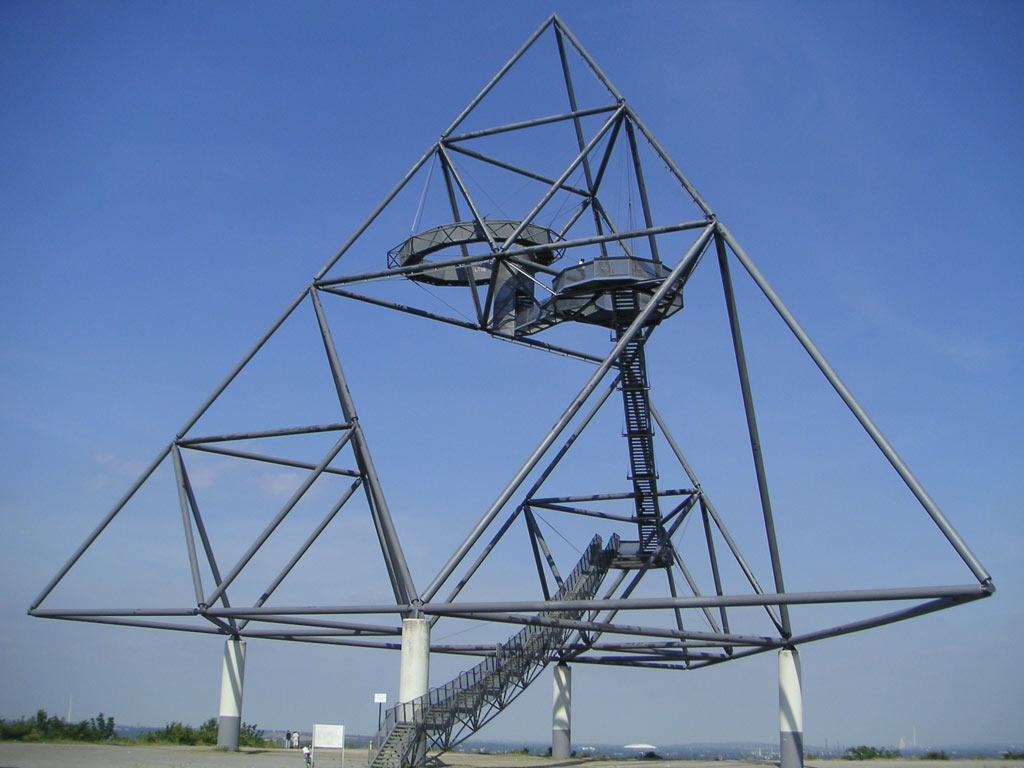
Общий вид Тетраэдра

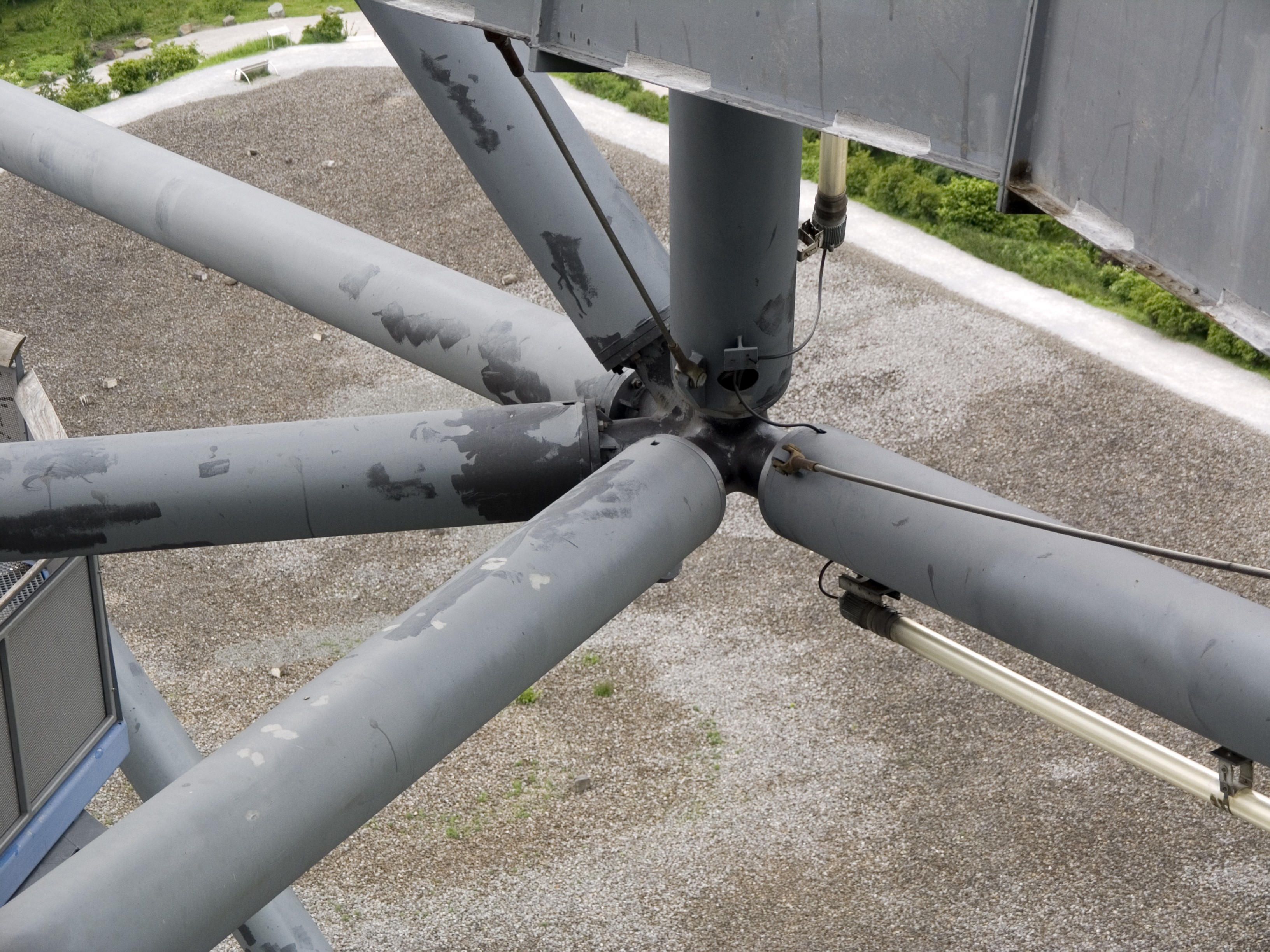
Сочленение рёбер Тетраэдра

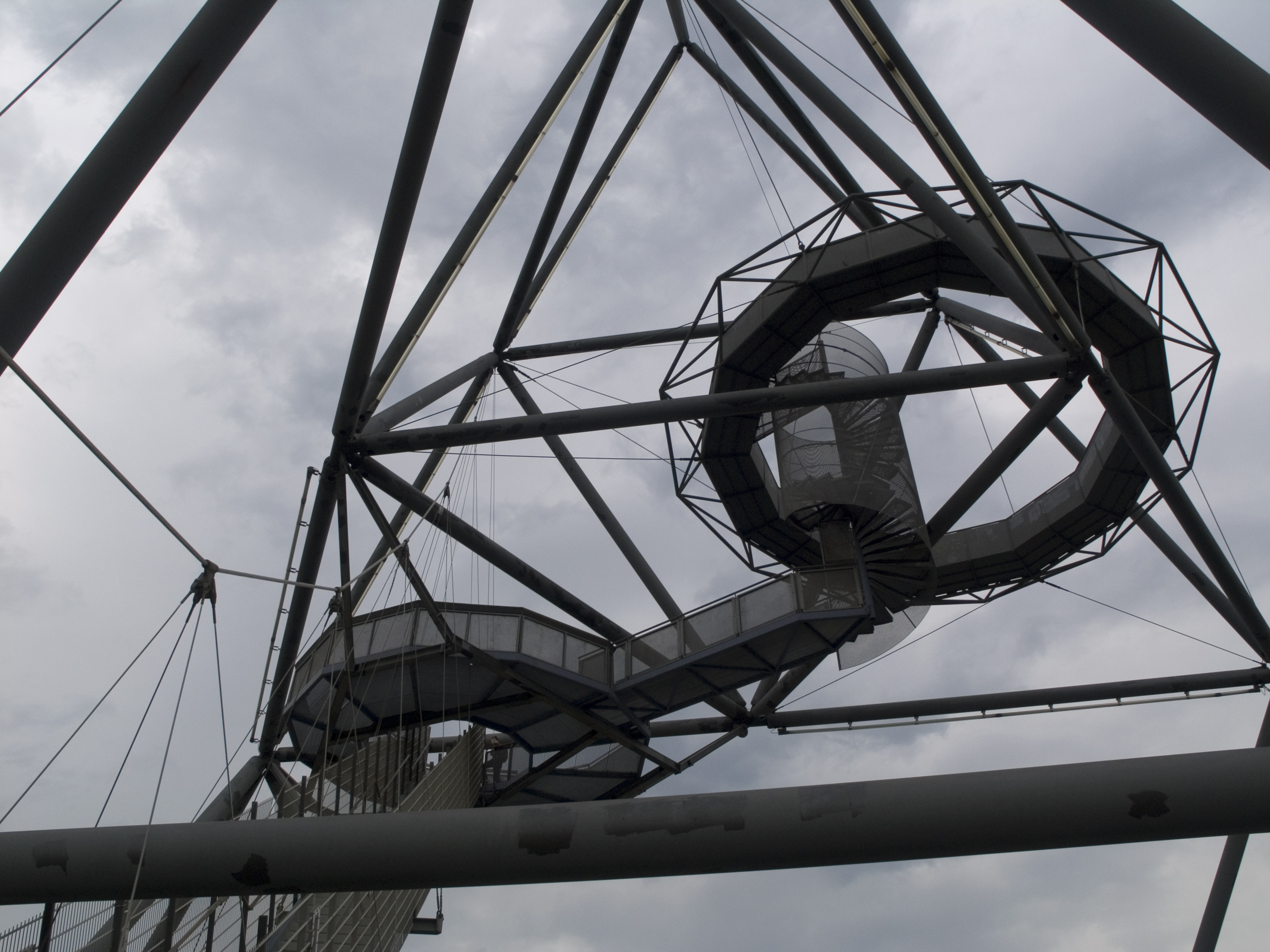
Вид снизу на верхние смотровые площадки

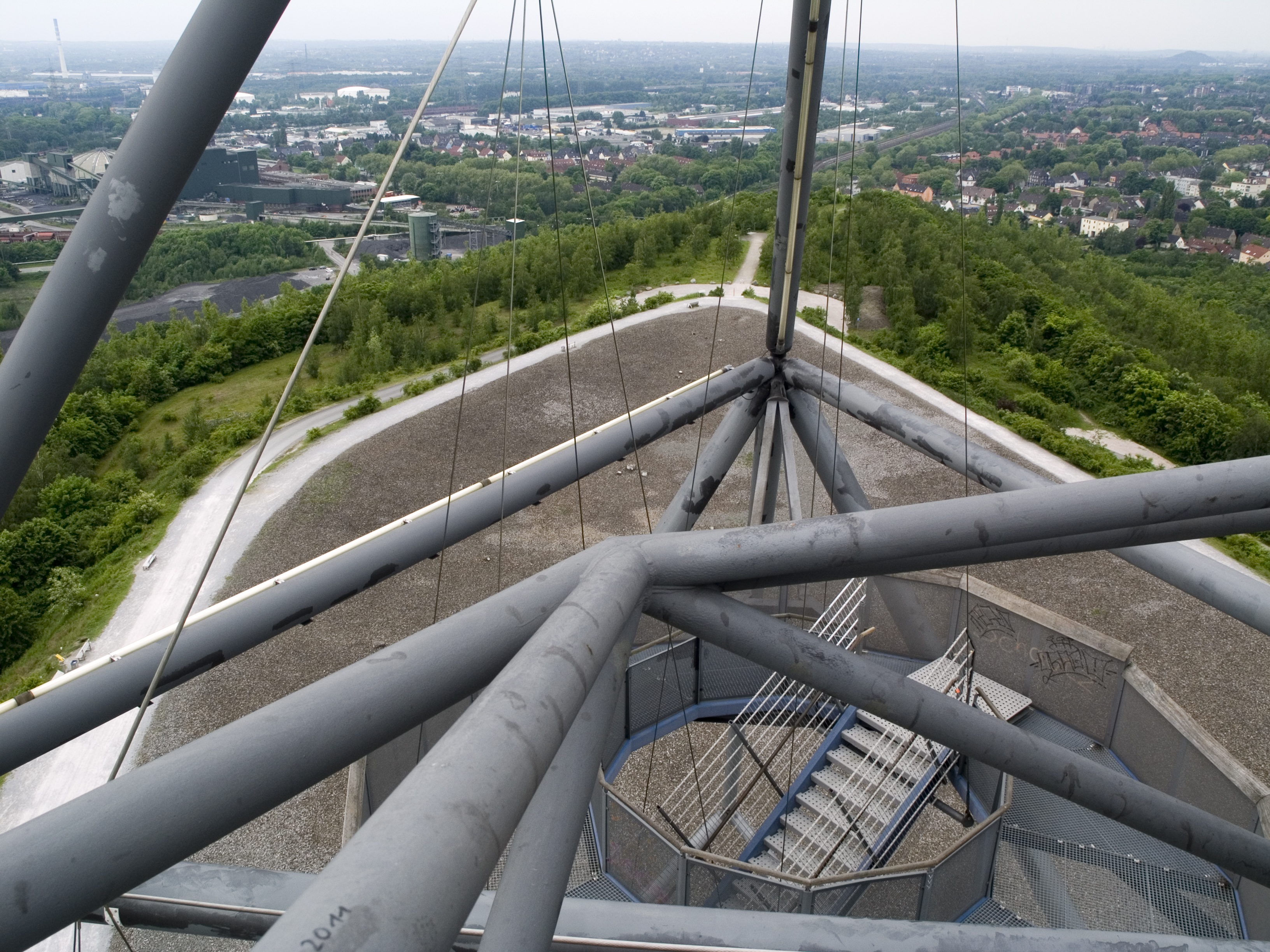
Вид на конструкции Тетраэдра с верхней смотровой площадки

Тетраэдр (нем. Tetraeder) — стальная конструкция в виде тетраэдра с длиной ребра 60 м, опирающаяся на четыре 9-метровых бетонных опоры, используемая в качестве смотровой площадки, в городе Ботроп (федеральная земля Северный Рейн — Вестфалия). Тетраэдр расположен на вершине террикона Бекштрассе (нем. Beckstraße) шахты Проспер-Ганиэль (de:Bergwerk Prosper-Haniel) на высоте 105 м над уровнем моря. С верхней смотровой площадки открываются виды городов Боттроп, Эссен, Оберхаузен, Гладбек. При хорошей видимости дальность обзора достигает 40 км и позволяет различить даже телевизионную башню Rheinturm в Дюссельдорфе.

Ботропский Тетраэдр является тематическим пунктом регионального проекта «Путь индустриальной культуры» Рурского региона.

## Конструкция
Тетраэдр был построен по проекту архитектора Вольфганга Христа (de:Wolfgang Christ). Строительные работы выполняла дортмундская компания «Rüter GmbH». Открыт Тетраэдр был в День немецкого единства 3 октября 1995 года.

Тетраэдр построен из стальных труб общей массой 210 тонн и общей длиной 1,5 км. Структура Тетраэдра напоминает треугольник Серпинского.

На нижнюю смотровую площадку, расположенную на высоте 18 м, ведёт прямая пологая лестница. На вторую площадку (высота — 32 м) ведёт крутая прямая лестница. На третью, самую верхнюю, площадку (высота — 38 м) ведёт винтовая лестница. Общая длина лестниц до верхней смотровой площадки насчитывает 387 ступеней. Верхняя площадка установлена под углом 8° к горизонтальной плоскости. Лестницы и смотровые площадки крепятся с помощью стальных канатов, что вызывает их колебания при сильном ветре. Пол смотровых площадок выполнен в виде решётчатого настила.